# Cave à Rochefort
Cet article concerne la cave de Rochefort en Mayenne, France. Pour la grotte de Lorette à Rochefort, Belgique, voir Grotte de Lorette-Rochefort.
Pour un article plus général, voir Grottes de Saulges.
La cave à Rochefort ou grotte Rochefort est un site préhistorique appartenant au groupe des grottes de Saulges. Elle est située sur la commune de Saint-Pierre-sur-Erve dans la Mayenne. Elle a livré des vestiges de différentes époques mais est surtout connue pour la présence de Solutréen (Paléolithique supérieur).

## Historique des explorations
La grotte est connue depuis longtemps jusqu'à la salle des Troglodytes, à laquelle on accède par une galerie de 20 mètres de long sur 2 à 3 mètres de large. Cette grande salle a été occupée par les populations préhistoriques, comme l'ont montré les fouilles pratiquées dès 1873 et surtout celles engagées depuis 2001. Elle s'étend sur 25 mètres de long et 8 mètres de large ; la température y est constante à 13 °C.
De 1879 à 1882, Arsène Roblot, propriétaire de la grotte, dégage un tunnel latéral, d'une longueur d'une vingtaine de mètres. Le 17 avril 1882, accompagné d'un garçon de ferme, il atteint l'extrémité du tunnel et, à plus de 70 ans, descend seul avec une corde à nœuds dans le gouffre de 13 mètres, découvrant de nouvelles salles et un petit lac souterrain. Ingratitude du sort, seul le nom de Léveillé, un de ses locataires qui le suivra plus tard dans son exploration, restera attaché au tunnel d'accès ("couloir Léveillé").
Cet abîme, aujourd’hui équipé d'escaliers et de balcons de repos, offre un spectacle remarquable de marmites d'érosion et de formes intéressantes, en particulier une « main de géant à six doigts », pendant à mi-hauteur de la paroi.
À l'extrémité d'une salle, le lac est de dimensions modestes : 7 à 8 mètres de long, 2 à 4 mètres de large ; sa profondeur est de plus de 10 mètres. L'eau y est d'une clarté et d'une transparence remarquables. En 1967, une équipe de plongée souterraine de Namur (Belgique), dirigée par Norbert Casteret, plonge dans une spacieuse salle immergée avant d'être arrêtée par les parois à 10 mètres de profondeur, sans parvenir à trouver un siphon débouchant sur de nouvelles salles. Elle découvre cependant des stalagmites immergées sous les parois, à une dizaine de mètres sous l'eau.

## Découvertes archéologiques
Dans la cave à Rochefort, les premières véritables fouilles scientifiques, dirigées par Stéphan Hinguant, ont débuté en 2001 par une évaluation archéologique afin d’estimer le potentiel de la cavité. La réputation de cette grotte sur le plan archéologique ainsi que son ouverture au public depuis des décennies ne laissaient, en effet, guère d’espoir quant à la présence de couches paléolithiques encore en place. Il convenait également d’en vérifier l’importance du remplissage. Les excavations d’Ida de Boxberg ont ainsi été identifiées et, contre toute attente, s’avèrent être d’extension très limitée laissant de larges zones encore exploitables selon les méthodes actuelles.

Parmi les nombreux vestiges collectés dans les déblais abandonnés par les premiers fouilleurs, quelques objets remarquables sont à signaler notamment des fragments de pointes foliacées, façonnées sur silex ou sur grès lustré. On note la présence de nombreuses esquilles de débitage et de façonnage de ces « feuilles de laurier » qui indiquent que les solutréens ont exercé des activités de taille dans la grotte elle-même. La possible présence de véritables sols d’occupations de cette période était donc envisageable et les fouilles proprement dites ont ainsi pu reprendre en 2002.

Feuilles de laurier et plaquette au bouquetin du Solutréen exposées au musée de la préhistoire de Thorigné-en-charnie
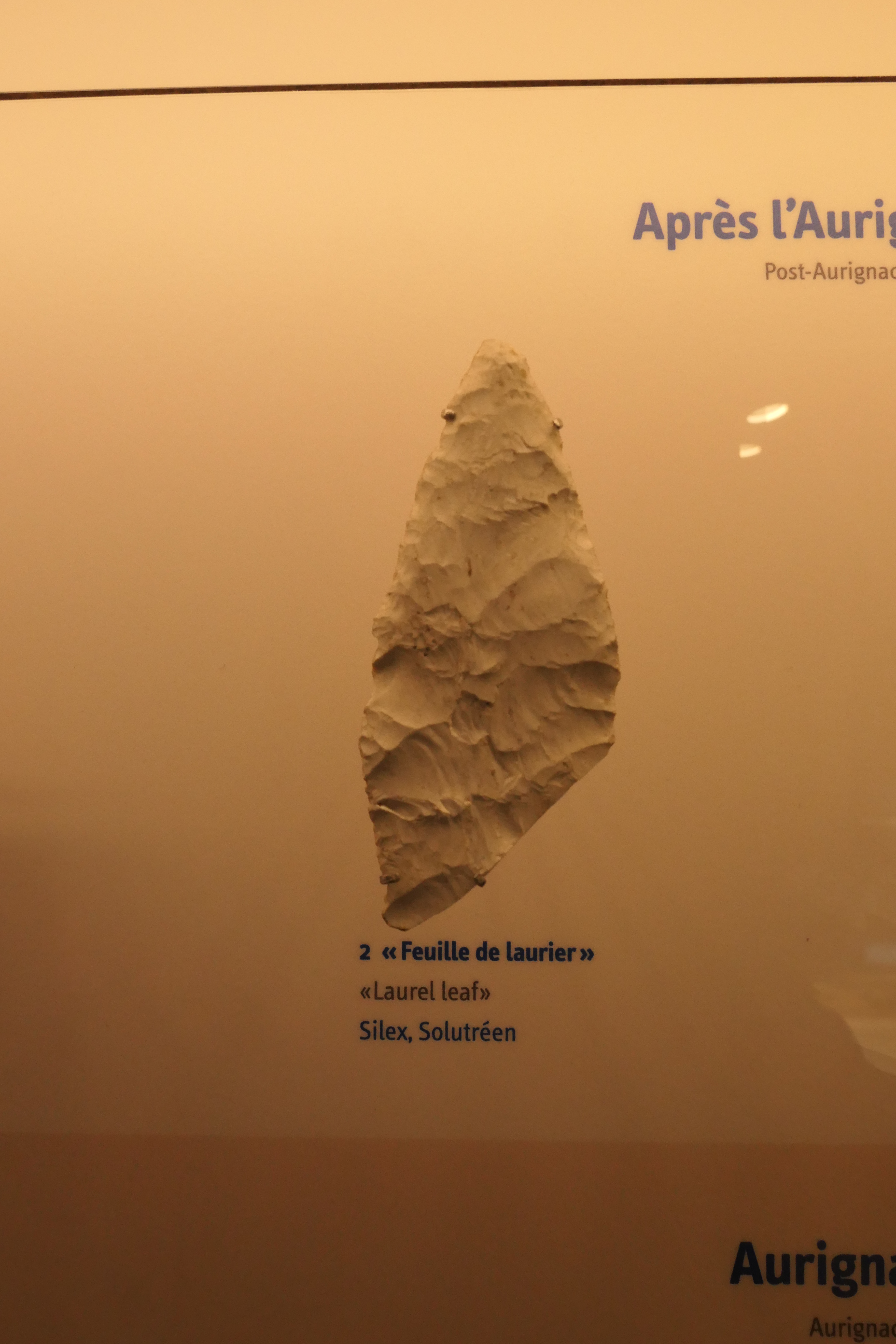
Feuille de laurier solutréenne en silex
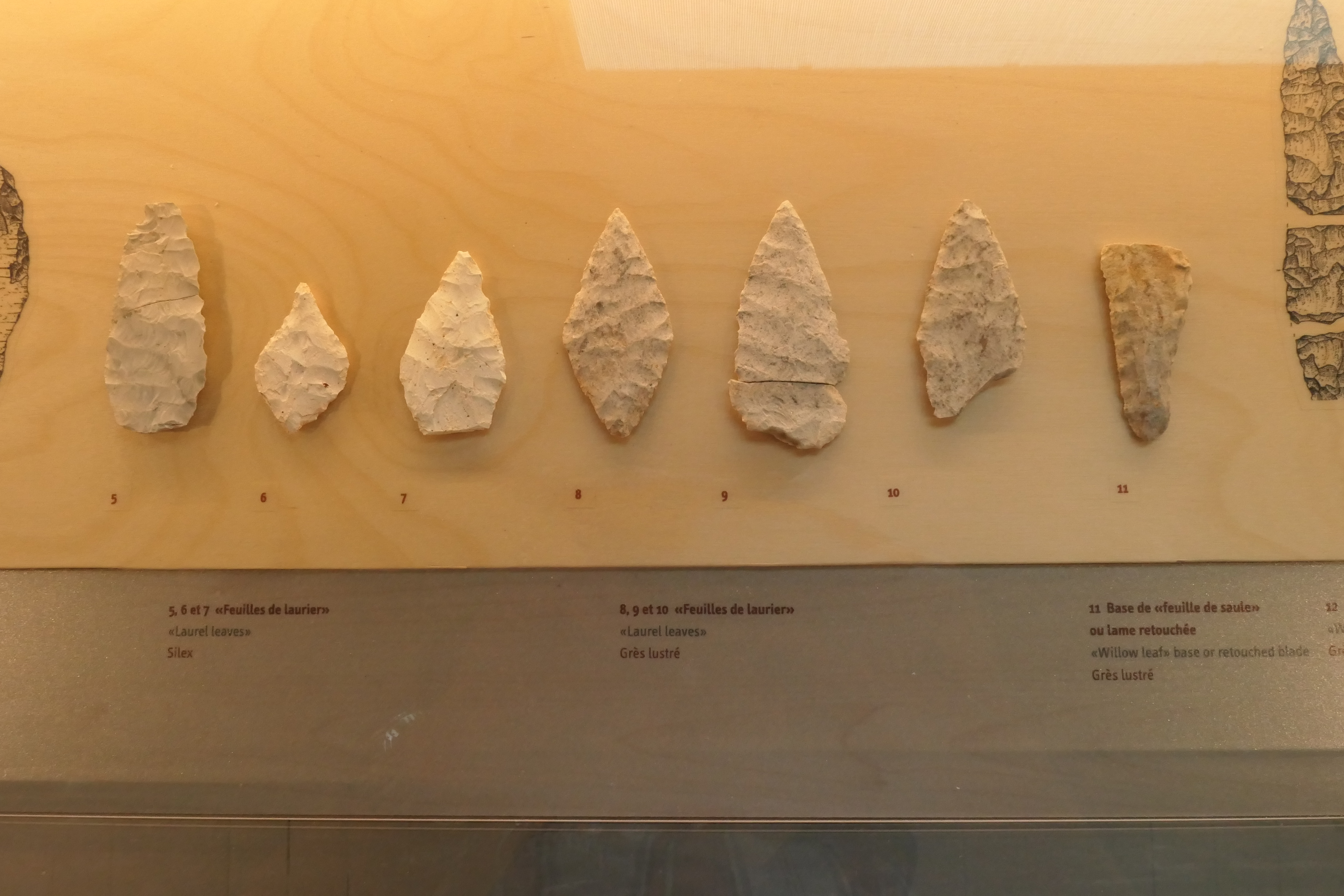
Feuilles de laurier en silex et en grès lustré
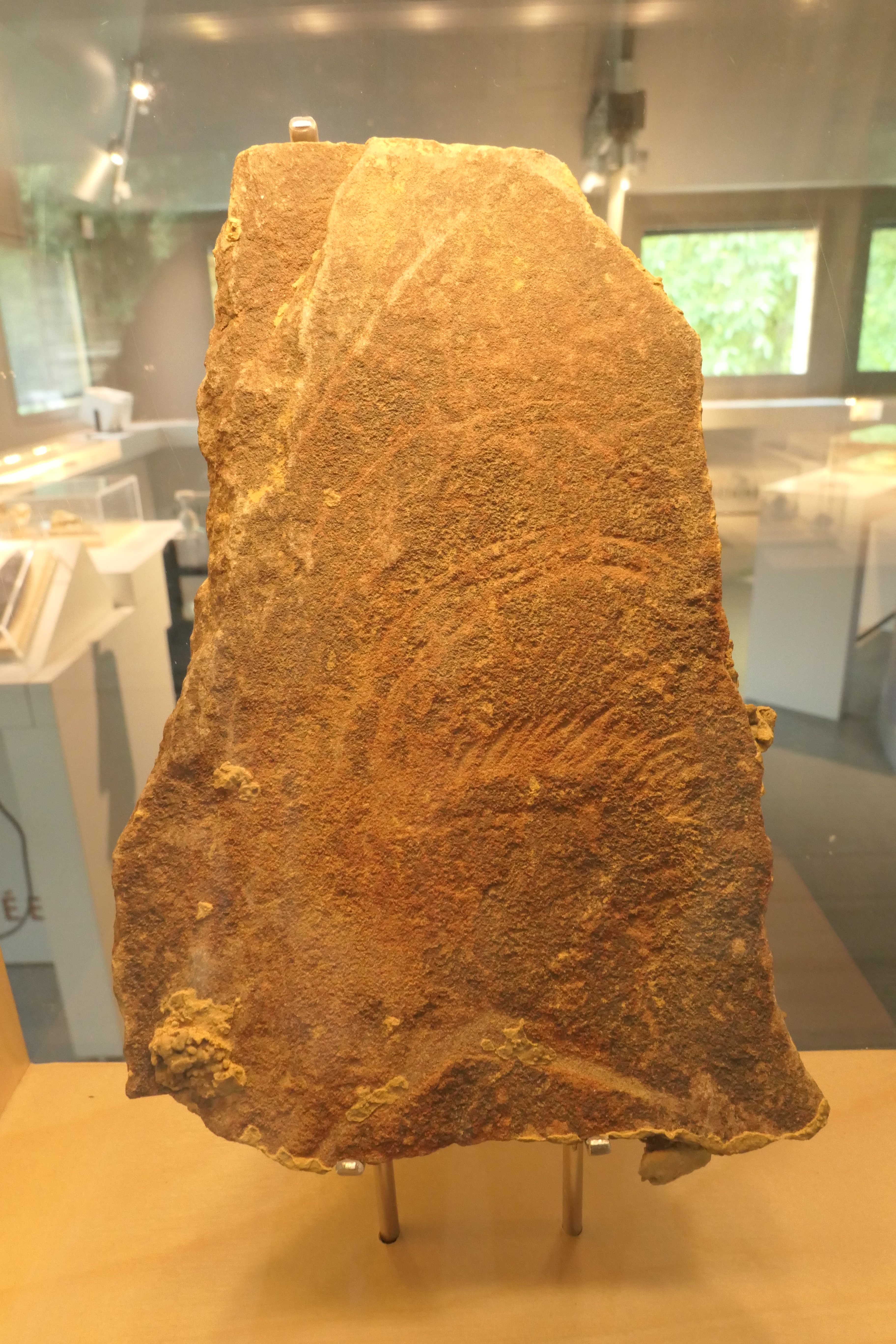
Plaquette de grès au bouquetin de la grotte Rochefort

D'importantes découvertes ont été faites depuis 2006 dans les caves à Margot (gravures) et de Rochefort : elles comprennent notamment à Rochefort des ossements d'ours et de loup, un fragment de bassin d'enfant et une plaquette de grès gravée représentant un bouquetin au pelage hérissé vu de profil.

### Les niveaux supérieurs
Depuis cette date, l’ensemble de la surface de la salle des Troglodytes a été nettoyé et les horizons superficiels identifiés. La fouille de ces niveaux, attribués aux périodes historiques, protohistoriques et à la Préhistoire récente, a fait l’objet des campagnes 2002 à 2004. Il s’agit d’une couche moderne (XIV-XVIe siècles) caractérisée par l’utilisation de la grotte comme cave ou cellier mais surtout d’une couche riche en restes osseux humains et en céramique dont la nature de sépulture primaire gauloise, démantelée, a été clairement identifiée.
Le Néolithique n’est représenté que par un petit lot de mobilier lithique attribuable au Néolithique final qui semble également lié à un dépôt de type funéraire (un poignard en silex de type pressignien, deux lames de haches polies et une pointe de flèche à pédoncule et ailerons en silex).
Scellant un épais horizon argileux, une occupation ponctuelle de la grotte est ensuite imputable à la période du Mésolithique final (environ 7 300 ans), matérialisée par un corpus lithique et faunique peu abondant mais néanmoins exceptionnel pour la région. Un nombre relativement important de coquillages perforés, une crache (canine atrophiée) de cervidé percée, la présence d’une dent humaine pendeloque et deux dents humaines juvéniles s’ajoutent à ce mobilier. Ces objets indiquent-ils la présence d’une sépulture d’enfant démantelée, avec vestiges de parures ? Le corpus lithique, comme les restes osseux présentant des traces de découpes, sont-ils plutôt marqueurs d’une véritable occupation de la grotte ?
Enfin, sous ces niveaux supérieurs, un ensemble attribué au Tardiglaciaire a été mis au jour et vient d’être daté du Dryas récent (environ - 10 500 ans). Le corpus faunique, exceptionnellement bien conservé, semble faire appel aux tout derniers représentants de la faune froide de l’Ouest de la France, notamment le renne et le rhinocéros laineux, en association avec des pièces lithiques et osseuses d’obédience azilienne, tel un harpon autrefois décrit par Henri Breuil. La fouille de ces couches « récentes » est à ce jour terminée et depuis 2005, l’étude des occupations préhistoriques solutréennes, pour lesquelles la cavité est dorénavant connue, a véritablement commencé.

### Les niveaux solutréens
Le Solutréen semble bien être la culture matérielle la mieux représentée dans les couches paléolithiques de la cave à Rochefort. Certes, plusieurs éléments indiquent des fréquentations sporadiques postérieures à 20 000 ans, tels les indices du Magdalénien final. Mais la cavité ne semble pas receler la richesse stratigraphique de la cave à la Chèvre et c’est donc avant tout pour recueillir des données sur cette période si caractéristique du Paléolithique supérieur qu’est le Solutréen que les recherches se poursuivent aujourd’hui.
Avec les habitats de la vallée de l’Erve, nous avons affaire aux occupations les plus occidentales et pratiquement les plus septentrionales de cette culture, davantage représentée dans le sud de la France. Nous sommes alors, il y a 20 000 ans, au plus fort du froid, en pleine glaciation. Le nord de l’Europe connaît un climat périglaciaire et les hommes ne fréquentent guère ces contrées septentrionales. Le Solutréen présent dans la cave à Rochefort, comme les éléments mobiliers recueillis anciennement dans quelques autres cavités de la vallée de l’Erve (dont le porche de la Dérouine), montrent que les groupes préhistoriques de ces temps glaciaires ont néanmoins séjourné, sinon habité, dans la région.
Les premiers niveaux en cours de fouille indiquent que les humains y ont pratiqué des activités de taille du silex ou de boucherie. L’observation est-elle à mettre en lien avec les conditions paléoclimatiques qui pouvaient régner alors, empêchant ou du moins réduisant les possibilités d’activités extérieures ? Éclats de silex (mais aussi d’autres roches taillées comme le grès lustré), esquilles et pièces osseuses fragmentées ou présentant des incisions liées à la découpe, os brûlés mais également outils de pierres et objets d’art mobilier sont autant d’éléments à ce jour recueilli dans la cave à Rochefort. La perspective d’obtenir des informations sur cette culture matérielle, d’établir un corpus faunique inédit pour le Pléistocène supérieur de l’Ouest de la France, comme de bâtir une séquence chronostratigraphique fiable du Paléolithique supérieur de cette région, ne peuvent donc qu’encourager les recherches à venir.